# La Fama
La Fama es un barrio situado en la ciudad de Murcia (Región de Murcia, España). 

## Ubicación
Se encuentra en el centro de la ciudad. Junto con los barrios de La Paz y Vistabella forman el Distrito Este, compartiendo Junta de Distrito.
En la avenida de la Fama se celebra todos los jueves el mercado semanal más importante de la ciudad, de arraigada implantación.

## Equipamientos y servicios
Entre los servicios que se puede encontrar en el barrio destaca la presencia de una pequeña biblioteca municipal denominada José Saramago. Asimismo, cuenta con varios Colegios de primaria como el Narciso Yepes o Ceip Parra entre otros.
La zona verde más importante es el jardín de la Constitución, también llamado parque de La Fama. Dentro del barrio también se encuentra el jardín popularmente conocido como parque de los Perros.

## Características
Es un barrio con una gran variedad étnica, donde se ha venido produciendo una ejemplar convivencia entre los vecinos, entre los que se incluyen algunas familias de etnia gitana. Desde los años noventa se ha producido la llegada de extranjeros que hacen de este barrio uno de los más multiculturales de la ciudad. En algunas partes del barrio como es el caso de algunos bloques de la calle Santa Rita se ha venido produciendo menudeo de sustancias estupefacientes.